# Historias de la puta mili (serie de televisión)
Historias de la puta mili es una serie de televisión cómica española de 13 episodios adaptada para la pequeña pantalla de la historieta (realizada por el historietista Ivà) y de la película del mismo nombre.

## Argumento
La serie narra, en tono de humor, la vida cotidiana en un cuartel del ejército español, en el que conviven el Sargento Arensivia, su esposa, el coronel, la hija de éste, la capitana médica y todos los reclutas.

## Reparto
- Ramón Teixidor...Sargento Arensivia. el típico sargento chusquero al que todo le sale mal. Los reclutas se mofan de él a sus espaldas, sus superiores piensan que es un inútil... es el protagonista y el eje de casi todas las situaciones cómicas.
- Juan Diego...Coronel. El mando del cuartel solo piensa en su ascenso a general y su retiro: Arensivia le produce continuos quebraderos de cabeza. su otra preocupación es su hija, que solo piensa en divertirse.
- Kiti Manver...Esposa del sargento.
- Cayetana Guillén Cuervo...Hija del coronel.
- Alejandra Grepi...La capitana médico.
- Javier Villalva...Teniente.

## Listado de episodios
- Hoy es un gran día, Arensivia - 15 de abril de 1994
- El examen de Arensivia - 22 de abril de 1994
- Pepé Grana 'er niño de la Vega' - 29 de abril de 1994
- Sargento a borde de un ataque de nervios - 6 de mayo de 1994
- ¿Dónde esta el enemigo? - 13 de mayo de 1994
- Feliz cumpleaños  - 20 de mayo de 1994
- Los novatos – 27 de mayo de 1994
- La mascota  - 3 de junio de 1994
- El rey del juego - 10 de junio de 1994
- Emergencia - 17 de junio de 1994
- El partido - 24 de junio de 1994
- La guerra biológica  - 1 de julio de 1994
- El visitante – 15 de julio de 1994

## Premios
- Premio Ondas (1994).